# Krasnolessje
Krasnolessje (russisch Краснолесье, bis 1938 (Groß-)Rominten, 1938–1945 Hardteck) ist ein Ort in der russischen Oblast Kaliningrad. Er gehört zur kommunalen Selbstverwaltungseinheit Stadtkreis Nesterow im Rajon Nesterow.

## Geographische Lage
Das Dorf liegt in der historischen Region Ostpreußen, etwa elf Kilometer nordnordöstlich von Goldap.
Östlich des Dorfs befindet sich die Rominter Heide (russisch Krasny Les), die früher bevorzugtes Jagdgebiet preußischer Landesherren war. Durch die Rominter Heide fließt der Fluss Krasnaja (früher Rominte).

## Name
Der Name Rominten weist auf ein prußisches Heiligtum, denn heidnische Gottesdienste wurden in freier Natur, in Wäldern und auf Heiden abgehalten (roms, rams: still, ruhig, andächtig).

## Geschichte
Das Dorf Rominten wurde 1539 zum ersten Mal urkundlich erwähnt, obwohl angenommen wird, dass die Besiedlung schon einige Jahrzehnte vor diesem Datum begann. Rominten sollte nicht mit dem gegen 1500 besiedelten und urkundlich erwähnten Dorf Hof Rominten (Kummetschen) verwechselt werden. Bekannt ist, dass in den Jahren 1535–65 14 Bauernhöfe in Rominten gebaut wurden. 1542 gab es im Dorf schon 45 Hauswirtschaften, deren Anzahl sich später auf 51 erhöht hat.
Im Jahr 1735 wurde im Dorf eine Schule errichtet.
1863 wurde Rominten zusammen mit dem Gut Praßberg zu einem freien nicht-vererbbaren, von der Fronpflicht befreiten Siedlung mit 277 Häusern und der Flächengröße von 765 ha. Der Viehbestand schloss 95 Pferde, 55 Rinder, 140 Schafe, 131 Schweine und 1 Ziege ein. 1862–65 wurde eine für alle Dörfer in der Umgebung wichtige 30 Kilometer lange Landstraße von Kiauten (russisch: Smirnowo) bis zur Grenze des Bezirks Stallupönen über Rominten und Tollmingkehmen gebaut. Im Jahr 1874 wurde die Landgemeinde Rominten Sitz eines Amtsbezirks im Landkreis Stallupönen. Um 1900 wurde die Landgemeinde in Groß-Rominten umbenannt. 1901 wurde die Bahnstrecke Goldap–Stallupönen mit einem Bahnhof in Groß Rominten eröffnet. Das wurde zu einer wichtigen Voraussetzung zur Entwicklung der Gewerbetätigkeit und nicht zuletzt des Tourismus (beispielsweise für das Posterholungsheim) im Dorf, wozu jährliche Aufenthalte von der Kaiserfamilie in Kaiserlich Rominten wesentlich beitrugen.
Im Rahmen der nationalsozialistischen Umbenennungen wurde Groß-Rominten 1938 in den willkürlich gewählten Namen „Hardteck“ umbenannt.
Im Oktober 1944 wurde der Ort von der Roten Armee besetzt. Die neue Polnische Provisorische Regierung ging zunächst davon aus, dass er mit dem gesamten Kreis Goldap unter ihre Verwaltung fallen würde. Im Potsdamer Abkommen (Artikel VI) von August 1945 wurde die neue sowjetisch-polnische Grenze aber unabhängig von den alten Kreisgrenzen anvisiert, wodurch der Ort unter sowjetische Verwaltung kam. Die polnische Umbenennung des Ortes in Rominty Wielkie im November 1946 wurde (vermutlich) nicht mehr wirksam. Im Juni 1947 erhielt er den russischen Namen Krasnolessje und wurde gleichzeitig Sitz eines Dorfsowjets im Rajon Nesterow. 1954 gelangte Krasnolessje mit dem gesamten Dorfsowjet in den Tschistoprudnenski selski Sowet. Von 2008 bis 2018 gehörte der Ort zur Landgemeinde Tschistoprudnenskoje selskoe posselenije und seither zum Stadtkreis Nesterow.

### Einwohnerentwicklung
| Jahr    | Einwohner | Bemerkungen                                   |
| ------- | --------- | --------------------------------------------- |
| 1780    | 143       | 109 Erwachsene, 34 Kinder                     |
| 1863    | 958       |                                               |
| 1871–74 | 1.110     | Rominten 722, Klein Rominten 363, Praßberg 25 |
| 1885    | 1.118     |                                               |
| 1910    | 1.127     |                                               |
| 1933    | 1.128     |                                               |
| 1939    | 1.191     |                                               |
| 2002    | 454       |                                               |
| 2010    | 415       |                                               |

### Amtsbezirk (Groß-)Rominten/Hardteck 1874–1945
Am 24. Juni 1874 wurde der Amtsbezirk Rominten aus neun Landgemeinden und zwei Gutsbezirken im Landkreis Stallupönen (1938–1945 Landkreis Ebenrode) im Regierungsbezirk Gumbinnen der preußischen Provinz Ostpreußen gebildet. Um 1900 wurde der Amtsbezirk in Groß-Rominten umbenannt. Nach der Auflösung der Gutsbezirke und Zusammenlegungen von Landgemeinden im Jahr 1928 bestand der Amtsbezirk noch aus acht Landgemeinden. 1939 erfolgte die Umbenennung des Amtsbezirks in Hardteck.
| Name (bis 1938)  | Name (1938–1945) | Russischer Name nach 1945 | Bemerkungen                                                                                     |
| ---------------- | ---------------- | ------------------------- | ----------------------------------------------------------------------------------------------- |
| Landgemeinden:   |                  |                           |                                                                                                 |
| Eisenhütte       |                  |                           | bis 1928, dann zur Landgemeinde Kiauten                                                         |
| Freiberg         |                  |                           | bis 1928, dann zur Landgemeinde Eckertsberg                                                     |
| Groß Trakischken | Hohenrode        | Schelesnodoroschnoje      |                                                                                                 |
| Rominten         | Hardteck         | Krasnolessje              | seit etwa 1900 Groß-Rominten                                                                    |
| Roponatschen     | Steinheide       |                           |                                                                                                 |
| Szeldkehmen      | Schelden         | Sosnowka                  | 1936 bis 1938 Scheldkehmen                                                                      |
| Texeln           |                  |                           |                                                                                                 |
| Uszupönen        | Grundfeld        | Bulawino                  | bis 1928, dann zur Landgemeinde Eckertsberg, von 1936 bis 1938 als Uschupönen                   |
| Warkallen        | Wartenstein      |                           |                                                                                                 |
| Gutsbezirke:     |                  |                           |                                                                                                 |
| Eckertsberg      |                  | Simonowo                  | 1928 unter Einschluss der Landgemeinden Freiberg und Uszupönen in eine Landgemeinde umgewandelt |
| Kiauten, Domäne  | Zellmühle        | Smirnowo                  | 1928 unter Einschluss der Landgemeinde Eisenhütte in die Landgemeinde Kiauten umgewandelt       |

### Krasnolessenski selski Sowet 1947–1954
Der Dorfsowjet Krasnolessenski selski Sowet (ru. Краснолесенский сельский Совет) wurde im Juni 1947 im Rajon Nesterow eingerichtet. Im Jahr 1954 wurde der Dorfsowjet wieder aufgelöst und an den Tschistoprudnenski selski Sowet angeschlossen.
| Ortsname                   | Name bis 1947/50                              | Jahr der Umbenennung |
| -------------------------- | --------------------------------------------- | -------------------- |
| Dmitrijewka (Дмитриевка)   | Iszlaudszen, 1938–1945: Schönheide            | 1947                 |
| Krasnolessje (Краснолесье) | Groß Rominten, 1938–1945: Hardteck            | 1947                 |
| Petrowskoje (Петровское)   | Klein Jodupp, 1938–1945: Kleinschelden        | 1947                 |
| Prochladnoje (Прохладное)  | Schuiken, 1938–1945: Spechtsboden             | 1947                 |
| Raduschnoje (Радужное)     | Jagdhaus Rominten                             | 1947                 |
| Simonowo (Симоново)        | Eckertsberg                                   | 1950                 |
| Sosnowka (Сосновка)        | Szeldkehmen/Scheldkehmen, 1938–1945: Schelden | 1947                 |
| Tokarewka (Токаревка)      | Makunischken, 1938–1945: Hohenwaldeck         | 1947                 |

## Wirtschaft
Krasnolessje ist Zentrum des Nesterower Forstbetriebes. Im Dorf gibt es auch einen Kiessandtagebau und ein holzverarbeitendes Privatunternehmen.

## Jagdhaus Rominten
Die mitten in der Heide gelegene Ortschaft (Jagdhaus) Rominten, mit gleichnamiger Oberförsterei, ehemaligem kaiserlichen Jagdschloss, „Hirschbrücke“ und dem von Hermann Göring errichteten Reichsjägerhof Rominten wurde zum touristischen und jagdlichen Zentrum der Rominter Heide.
Die unmittelbar an der Grenze zu Polen gelegene Ortschaft existiert nicht mehr, deren historische Gebäude sind ruiniert und von Wald überwachsen. Die Ortsstellenbezeichnung des ehemaligen (Jagdhaus) Rominten lautet Raduschnoje (Радужноө).

## Kirche

### Evangelisch

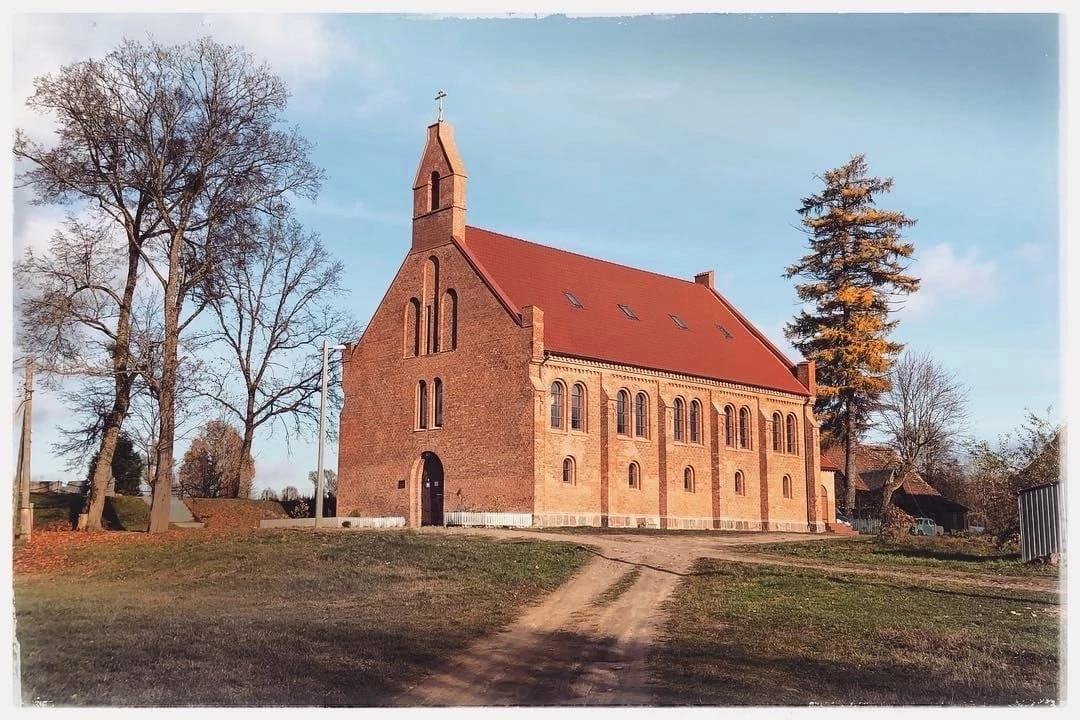
Kirche von Groß Rominten/Krasnolessje

Mit finanzieller Unterstützung von Kaiser Wilhelm I. wurde in Groß Rominten im Jahre 1880 eine Kirche gebaut. Während des Zweiten Weltkriegs brach in der Kirche ein Feuer aus. Bis zum 21. Jahrhundert blieben von der Kirche kahle Mauern ohne Dach und der Turm mit zerstörtem Altarteil übrig. Im Jahr 2010 wurde das Gebäude der Russisch-Orthodoxen Kirche übergeben. Im Jahr 2014 begannen Reparatur- und Restaurierungsarbeiten, die größtenteils im Mai 2015 abgeschlossen wurden. Ab August 2015 wurde der westliche Turm restauriert, auf dem ein orthodoxes Kreuz gehisst wurde und die Innenausstattung wurde durchgeführt. Seit Mai 2016 finden in der Kirche regelmäßig Gottesdienste zu Ehren der Märtyrer Adrian und Natalia statt.

#### Kirchengemeinde
Die Bevölkerung von Rominten/Hardteck war vor 1945 überwiegend evangelischer Konfession. Damals galt es als das jüngste Kirchspiel im Landkreis Goldap, war es doch erst im Jahre 1868 gegründet worden. Vorher waren die Orte des Kirchspiels den Kirchdörfern Gawaiten (1938–1946 Herzogsrode, heute russisch: Gawrilowo) bzw. Tollmingkehmen (1938–1946 Tollmingen, russisch: Tschistyje Prudy) zugeordnet. 1944 gehörten 16  Dörfer zum Pfarrsprengel Groß Rominten, der in den  Kirchenkreis Goldap (heute polnisch: Gołdap) in der Kirchenprovinz Ostpreußen der Kirche der Altpreußischen Union eingegliedert war.
Während der Sowjetzeit war alles kirchliche Leben untersagt. In den 1990er Jahren entstand im Nachbarort Tschistyje Prudy wieder eine evangelische Gemeinde, die zur Propstei Kaliningrad in der Evangelisch-Lutherischen Kirche Europäisches Russland gehört.

#### Kirchspielorte (bis 1945)
Zum evangelischen Kirchspiel Groß Rominten resp. Hardteck gehörten vor 1945 16 Orte, Ortschaften und Wohnplätze:
| Deutscher Name     | Änderungsname 1938 bis 1946 | Russischer Name      |  | Deutscher Name                     | Änderungsname 1938 bis 1946 | Russischer Name |
| ------------------ | --------------------------- | -------------------- |  | ---------------------------------- | --------------------------- | --------------- |
| Bromberg           |                             |                      |  | Klein Rominten                     | Kleinhardteck               |                 |
| Eckertsberg        |                             | Simonowo             |  | Klein Trakischken                  |                             |                 |
| Freiberg           |                             |                      |  | Praßberg                           |                             |                 |
| *Groß Rominten     | Hardteck                    | Krasnolessje         |  | Roponatschen                       | Steinheide                  |                 |
| Groß Trakischken   | Hohenrode                   | Schelesnodoroschnoje |  | *Szeldkehmen 1936–38: Scheldkehmen | Schelden                    | Sosnowka        |
| *Kiauten/Domäne    | Kiauten                     | Smirnowo             |  | *Texeln                            |                             |                 |
| Kiauten/Eisenhütte | Zellmühle                   | Smirnowo             |  | Uszupönen 1936–38: Uschupönen      | Grundfeld                   | Bulawino        |
| Klein Jodupp       | Kleinschelden               | Petrowskoje          |  | Warkallen                          | Wartenstein                 |                 |

#### Pfarrer 1868–1945
Zwischen 1868 und 1945 amtierten in Groß Rominten/Hardteck sieben evangelische Geistliche:
- Otto Friedrich Hermann Krauß, 1868–1873
- August Lange, 1873–1878
- Johannes Hübner, 1878–1885
- Carl Hugo Szczeczka, 1885–1921
- Bruno Franz, 1921–1928
- Georg Teschner, 1928–1930
- Alfred Radtke, 1930–1945

Lehrer in Gr. Rominten/Hardteck
Fritz Schwetlick vor 1945

### Russisch-Orthodox
Die meisten heutigen Einwohner in der Region sind heute, sofern konfessionell gebunden, Angehörige der russisch-orthodoxen Kirche, die die ehemalige evangelische Kirche nutzen. Krasnolessje liegt auf dem Territorium der Diözese Kaliningrad und Baltijsk und gehört zur Kirchengemeinde Nesterow.

## Sehenswertes
Im Zentrum des Dorfes ist ein Denkmal des Ersten Weltkrieges 1914–1918 erhalten geblieben. Nördlicher davon wurde eine Ehrengrabstätte für die im Zweiten Weltkrieg gefallenen sowjetischen Soldaten errichtet.
Seit dem Ende des 20. Jahrhunderts befindet sich in Krasnolessje das Wystiter Ökologisch-Historische Museum.

## Persönlichkeiten
- Manfred Scheffner (1939–2019), deutscher Jazz-Diskograph und Moderator

## Bildergalerie

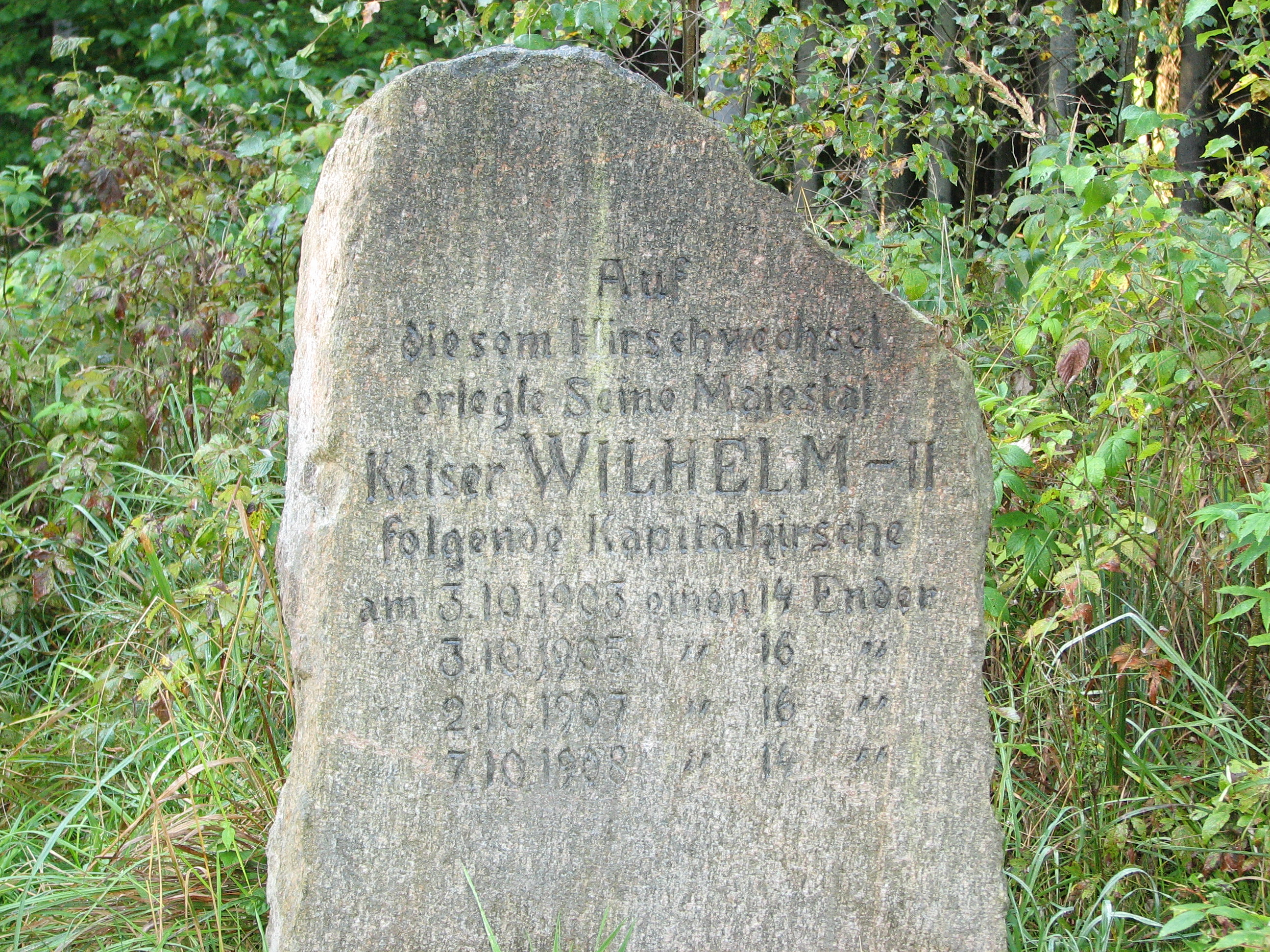
Gedenkstein an die kaiserliche Jagd in der Rominter Heide Nähe Warnen Sept 2010
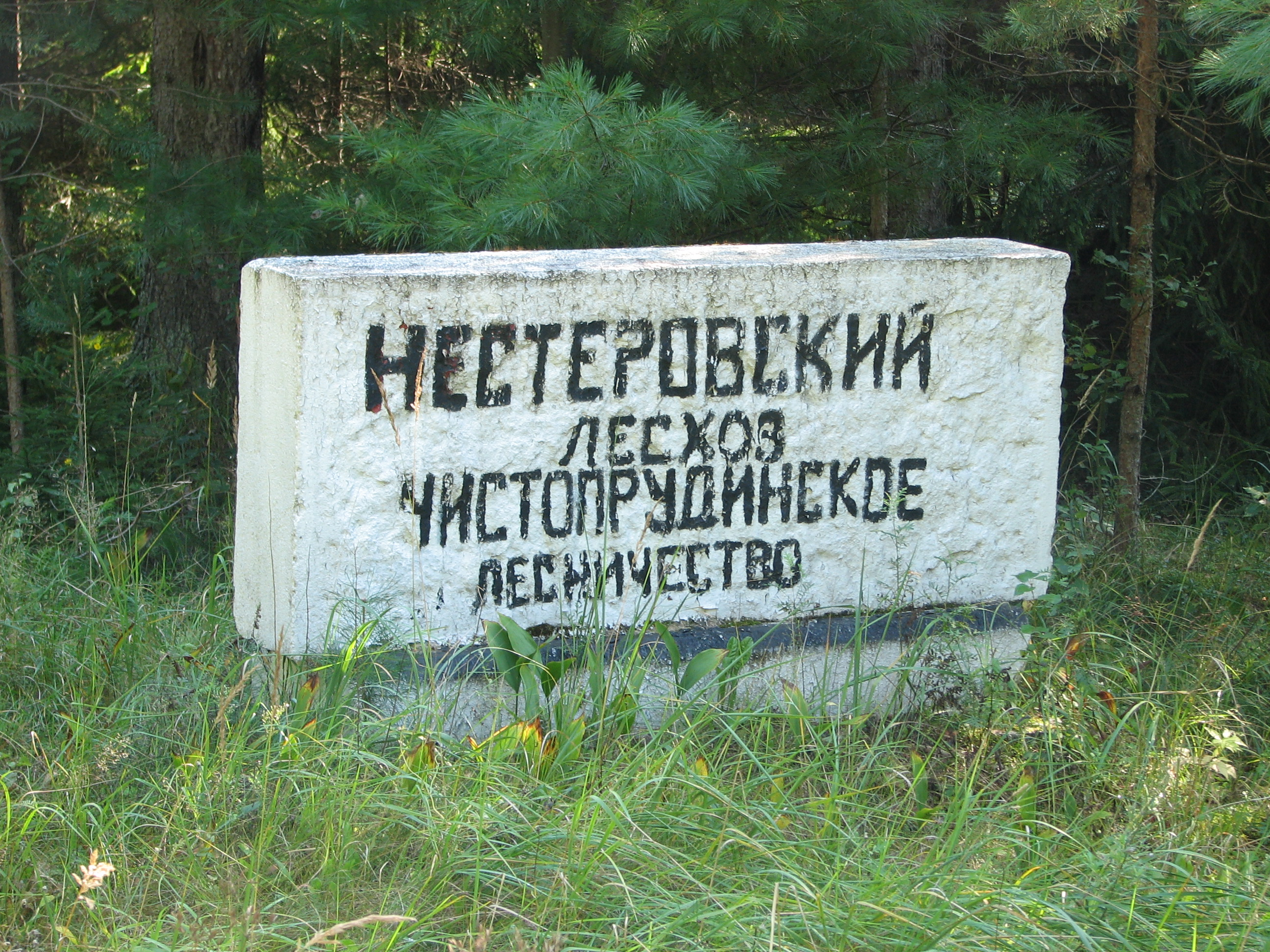
Anzeige Bezirksgrenze mitten im Waldgebiet Rominter Heide Sept 2010
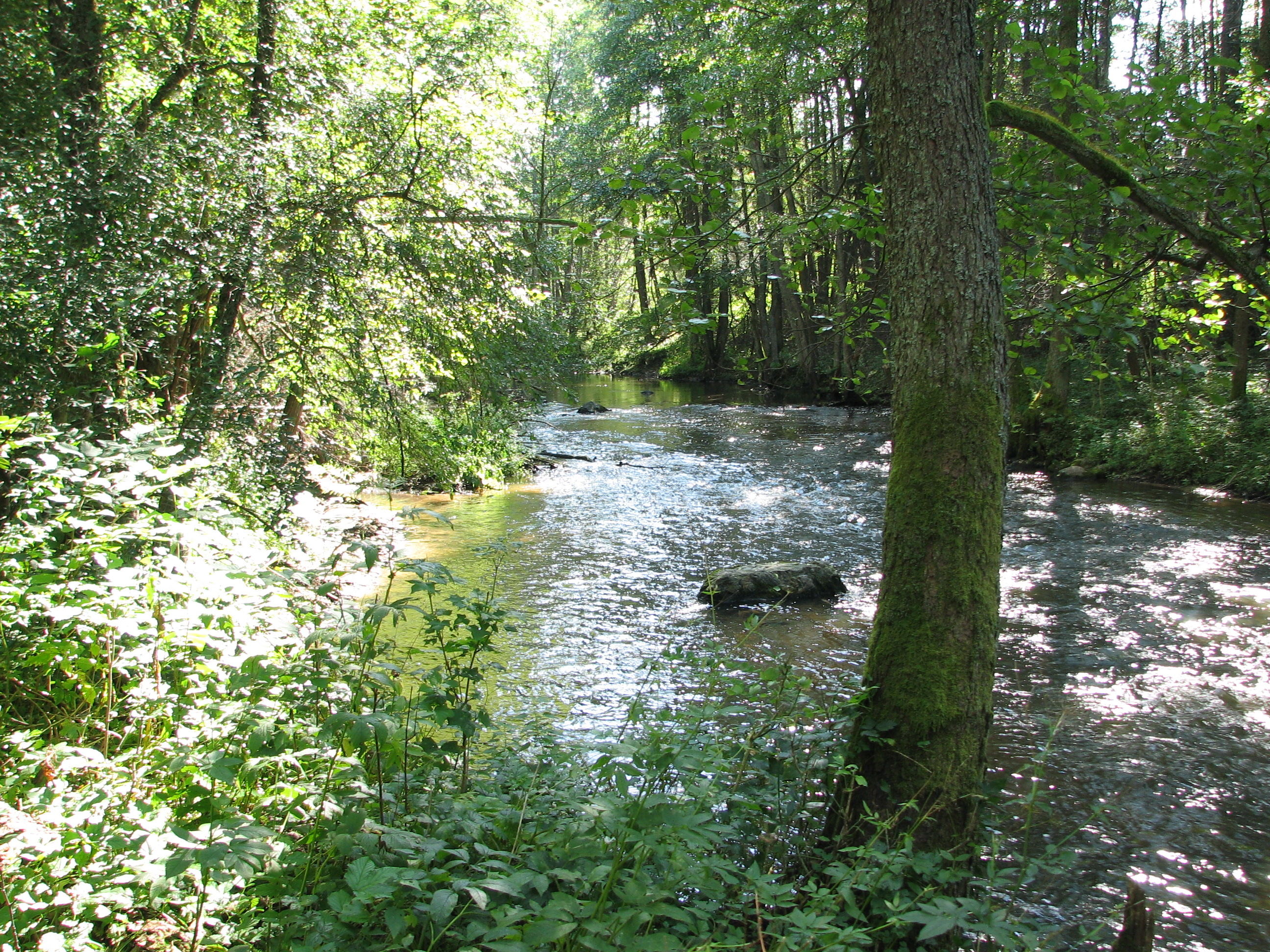
Rominte in der Nähe der Bahnbrücke über die Rominte der Linie Tollmingkehmen Goldap Sept 2010
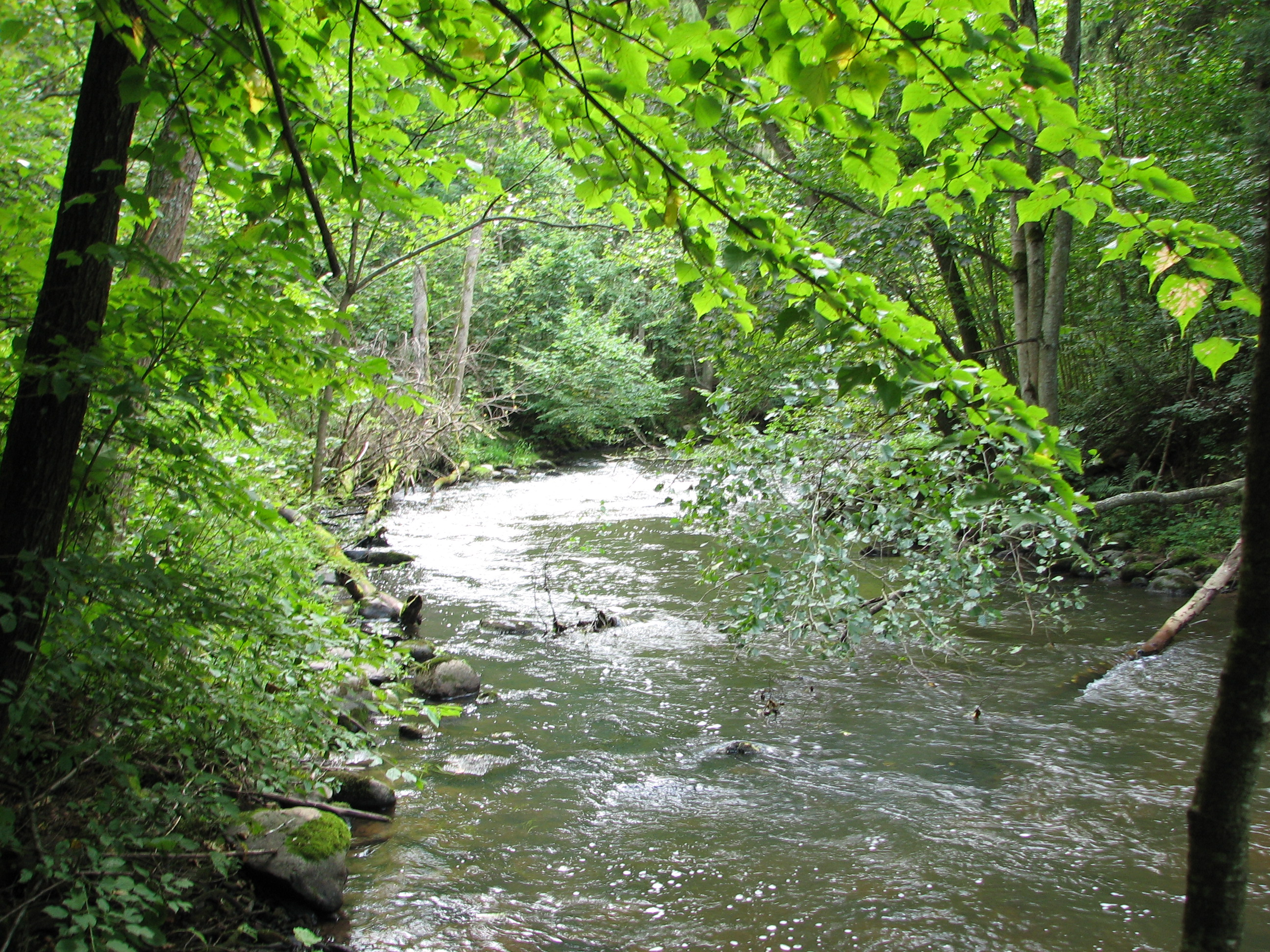
Rominte in der Nähe der Bahnbrücke über die Rominte der Linie Tollmingkehmen Goldap Sept 2010